# Одая (Шолданештський район)
Одая (рум. Odaia) — село у Шолданештському районі Молдови. Входить до складу комуни, адміністративним центром якої є село Алчедар.

## Населення
За даними перепису населення 2004 року у селі проживала 1 особа, усі — молдавани.